# Лезвино
Лезвино — деревня в Оленинском муниципальном округе Тверской области, до  2019 года входила в состав Глазковского сельского поселения.

## География
Расположена в 13 км на северо-запад от посёлка Оленино.

## История
В конце XIX — начале XX века деревня являлась центром Козинской волости Ржевского уезда Тверской губернии. 
С 1929 года деревня входила в состав Бобровского сельсовета Оленинского района Ржевского округа Московской области, с 1935 года — в составе Калининской области, с 1994 года — в составе Бобровского сельского округа, с 2005 года — в составе Глазковского сельского поселения, с 2019 года — в составе Оленинского муниципального округа.

## Население
| 1859 | 1883 | 2002 | 2010 |
| ---- | ---- | ---- | ---- |
| 63   | ↗86  | ↘16  | ↘10  |

## Известные уроженцы, жители
Василий Алексеевич Дождалёв (1921—2004) — советский государственный деятель, генерал-майор (1982).